# Dicikloverin
Diciklomin (dicikloverin) je antiholinergik koji blokira muskarinske receptore. Dicikloverin je prvi put bio sintetisan u SAD-u tokom 1947.

## Medicinske upotrebe
Dicikloverin se koristi za lečenje intestinalne hipermotilnosti, simptoma sindroma iritabilnog kolona (IBS). On olakšava mišićne spazme i grčeve u gastrointestinalnom traktu putem blokiranja aktivnosti acetilholina na holinergijskim (ili muskarinskim) receptorima na površini mišićnih ćelija. On je relaksant glatkih mišića.
Dicikloverin je u prodaji pod nekoliko trgovačkih imena. U Ujedinjenom Kraljevstvu, on je sastojak preparata Kolantikon, zajedno sa antiflatulentom (simetikon) i dva antacida. On se takođe prodaje kao analgetik i spasmolitik pod imenom Meftal-SPAS, koji sadrži mefenaminsku kiselinu, zajedno sa diciklomin hidrohloridom.

## Nepoželjne pojave
Diciklomin može da uzrokuje brojne antiholinergijske nuspojave kao što su suva usta i mučnina, a pri višim dozama delirijantni efekti. Rekreaciona upotreba ovog leka je veoma retka.

## Literatura
- Brenner, G. M. (2000). Pharmacology. Philadelphia, PA: W.B. Saunders Company.  978-0-7216-7757-6
- Canadian Pharmacists Association (2000). Compendium of Pharmaceuticals and Specialties (25th ed.). Toronto, ON: Webcom.  978-0-919115-76-7

## Spoljašnje veze
- „Dicyclomine”. Medicine Net.

|  | Molimo Vas, obratite pažnju na važno upozorenje u vezi sa temama iz oblasti medicine (zdravlja). |